# Chahin Ziyadzadé
Chahin Ziyadzadé est un homme politique azerbaïdjanais, membre de VIe législature de l'Assemblée nationale d'Azerbaïdjan.

## Biographie
Chahin Ziyadzadé est né le 15 avril 1978 à Bakou. En 1999, il est diplômé de l'Université pédagogique d'État d'Azerbaïdjan. En 2001, il est diplômé de l'Université pédagogique d'État d'Azerbaïdjan. En 2006, il a obtenu une maîtrise en "gestion" de l'Université d'État d'économie d'Azerbaïdjan.
En 2007, il a obtenu une maîtrise en "organisation et gestion de l'éducation" de l'Université de Manchester, en Angleterre.
Il parle anglais et russe.

### Carrière
En 2012-2017, il a été membre du conseil de surveillance du Fonds de la jeunesse auprès du président de la République d'Azerbaïdjan. Depuis 2015, il est à la tête du comité exécutif des groupes "SABAH" du ministère de l'Éducation de la République d'Azerbaïdjan.
Depuis 2002, il a été président du conseil d'administration de la réserve historique et architecturale d'État "Itchericheher".
Chahin Ziyadzadé est membre des commissions des sciences et de l'éducation, de la jeunesse et des sports de l'Assemblée nationale de la République d'Azerbaïdjan, du groupe de travail créé aux fins de l'élaboration de la loi de la République d'Azerbaïdjan sur l'enseignement supérieur, et de la commission pour Coopération avec le Parlement européen.
Il est le chef du groupe de travail sur les relations interparlementaires Azerbaïdjan-Mauritanie. Il est membre des groupes de travail sur les relations avec les parlements d'Australie, de Nouvelle-Zélande, d'Émirats arabes unis, de Géorgie, d'Inde, d'Israël, de Lituanie.

### Famille
Ziyadzadé est marié et a deux enfants.